# Унда (кратер)
Вижте пояснителната страница за други значения на Унда.
Унда е кратер на урановия спътник Умбриел. Представлява голям пръстен от светъл материал, като причината за този по-светъл участък на фона на тъмната повърхност на Умбриел е непозната. Диаметърът на Унда е 140 km, а месторазположението му е близо до екватора на Умбриел.
Наименованието Унда идва от името на тъмен дух от аборигенската митология на местните жители на континента Австралия.